# Etiópia nos Jogos Olímpicos de Verão de 1968
A Etiópia participou dos Jogos Olímpicos de Verão de 1968 na Cidade do México, México.

## Medalhistas

### Ouro
- Mamo Wolde — Atletismo, Maratona masculina

### Prata
- Mamo Wolde — Atletismo, 10.000m masculino